# MacArthur (Leyte)
MacArthur é um município de  quinta classe de renda municipal (d) na província Leyte, nas Filipinas. De acordo com o censo de 1 de maio  de  2020 possui uma população de 21 578 pessoas e 5 574 domicílios.